# Plectiscidea agitator
Plectiscidea agitator là một loài tò vò trong họ Ichneumonidae.